# Facultad de Filosofía y Letras (Universidad Nacional Autónoma de México)
La Facultad de Filosofía y Letras de la Universidad Nacional Autónoma de México (UNAM) es la dependencia encargada de realizar docencia e investigación en humanidades. Su objetivo es prolongar el legado histórico de la cultura humanística por medio del estudio y la comprensión de sus obras, además de impulsar la reflexión crítica sobre  temas relacionados con el  pensamiento, la educación y la creación artística. Se fundó en 1924 y tiene su antecedente directo en la Escuela Nacional de Altos Estudios de la misma universidad, fundada en 1910 a iniciativa de Justo Sierra.
Escritores, dramaturgos, filósofos y poetas, entre otros egresados de la Facultad de Filosofía y Letras de la UNAM, han recibido reconocimientos como el galardón literario Premio Xavier Villaurrutia de Escritores para Escritores y el Premio Nacional de Ciencias y Artes e incluso el Premio Nobel de Literatura; también algunos son miembros de la Academia Mexicana de la Lengua o se han hecho acreedores al Premio Nacional de Periodismo de México.

## Historia

### Época colonial

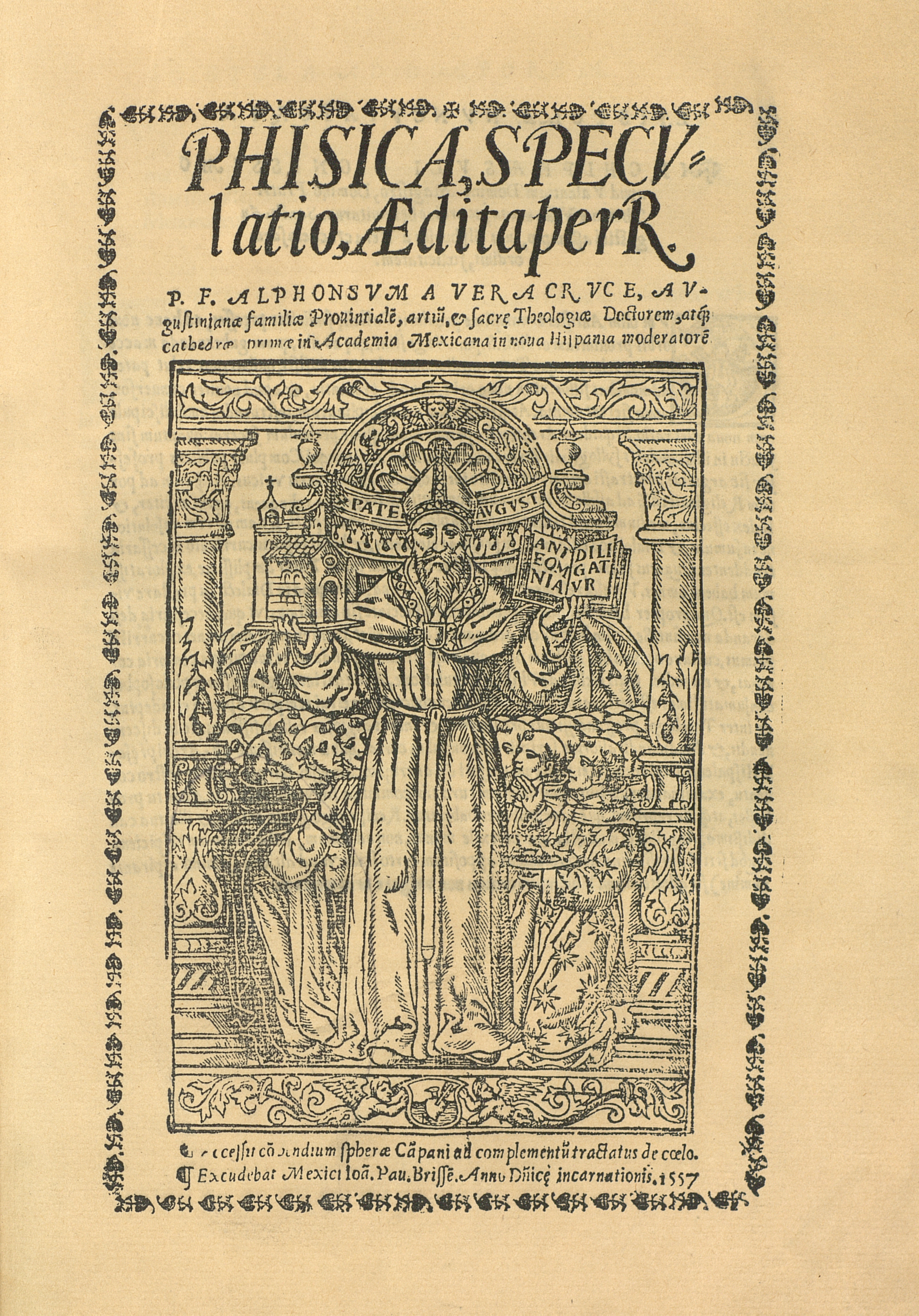
Obra de Alonso de la Veracruz (Alonso Gutiérrez).

El fundamento humanístico-filosófico de la Facultad de Filosofía y letras nace en la  época colonial con la Real y Pontificia Universidad de México fundada el 25 de enero de 1553. La Universidad estaba organizada en facultades: la menor de Facultad de Artes o Filosofía se instauró como centro fundamental para el estudio de las saberes relacionados con la teología. El 3 de junio de 1553 se celebró un acto solemne que estuvo a cargo del humanista Francisco Cervantes de S alazar,quien pronunció una oración latina y que era catedrático de retórica. Por su importancia, a este acto asistieron el virrey, acompañado de los miembros de la Audiencia de México. El 13 de junio de 1553 se matricularon los primeros estudiantes en las cátedras de las facultades de filosofía, teología, cánones y leyes, y a la cátedra suelta de gramática. Los estudiantes, de acuerdo con los estatutos de la Universidad, debían declarar su obediencia al rector. Esta era una ceremonia común en las universidades de tradición salmantina, como lo era la de México.La enseñanza filosófica estuvo basada en la escolástica;  los Doctrinales de Prisciano; los Summulae Logicales de Pedro Hispano; y en los conceptos aristotélicos. Uno de los primeros catedráticos fue Fray Alonso de la Vera Cruz quien dictó lecciones sobre teología abordando diversos temas morales, abstractos y mostrando un profundo interés por los temas filosóficos, como la lógica, la ética y la filosofía social. “Trató temas tan concretos como los problemas de la moralidad de la guerra hecha a los indios, de las encomiendas, de los tributos, de los diezmos, de los matrimonios indígenas; pero también de temas tan abstractos y elevados como los contenidos en sus libros de filosofía, producto de su docencia en colegios agustinos como el de Tiripitío, en Michoacán”. Sus tres obras filosóficas fueron fundamentales para  el curso de Artes: Recognitio Summularum, Dialectica Resolutio y Phisica Speculatio. Dentro de la Universidad, las humanidades propugnaban por el fortalecimiento de las ideas de la fe católica en los naturales y en los hijos de los españoles. La expansión filosófica fue realizada por importantes filósofos españoles entre los que destacan Francisco de Vitoria, Melchor Cano, Domingo de Soto y Francisco Suárez .
Durante casi tres siglos, la enseñanza humanística estuvo sustentada en un marco cultural cristano y se encontraba bajo el dominio clerical. Las reformas o modificaciones a la legislación, los autores que se leían y el funcionamiento de esta universidad tenían que ser aprobadas por el rey, ya que era el patrono de la institución.

### SigloXIX
En el siglo XIX surgen diversas inquietudes respecto al papel de la educación en un México que había sufrido diversas trasformaciones políticas e ideológicas; por ello, el gobierno de Valentín Gómez Farías buscó impulsar la cultura nacional entre las clases populares y desligar al sistema educativo del clero, por medio de una nueva reforma educativa sustentada en las nacientes ideas positivistas que se desligan de toda concepción y  enseñanza teológica.

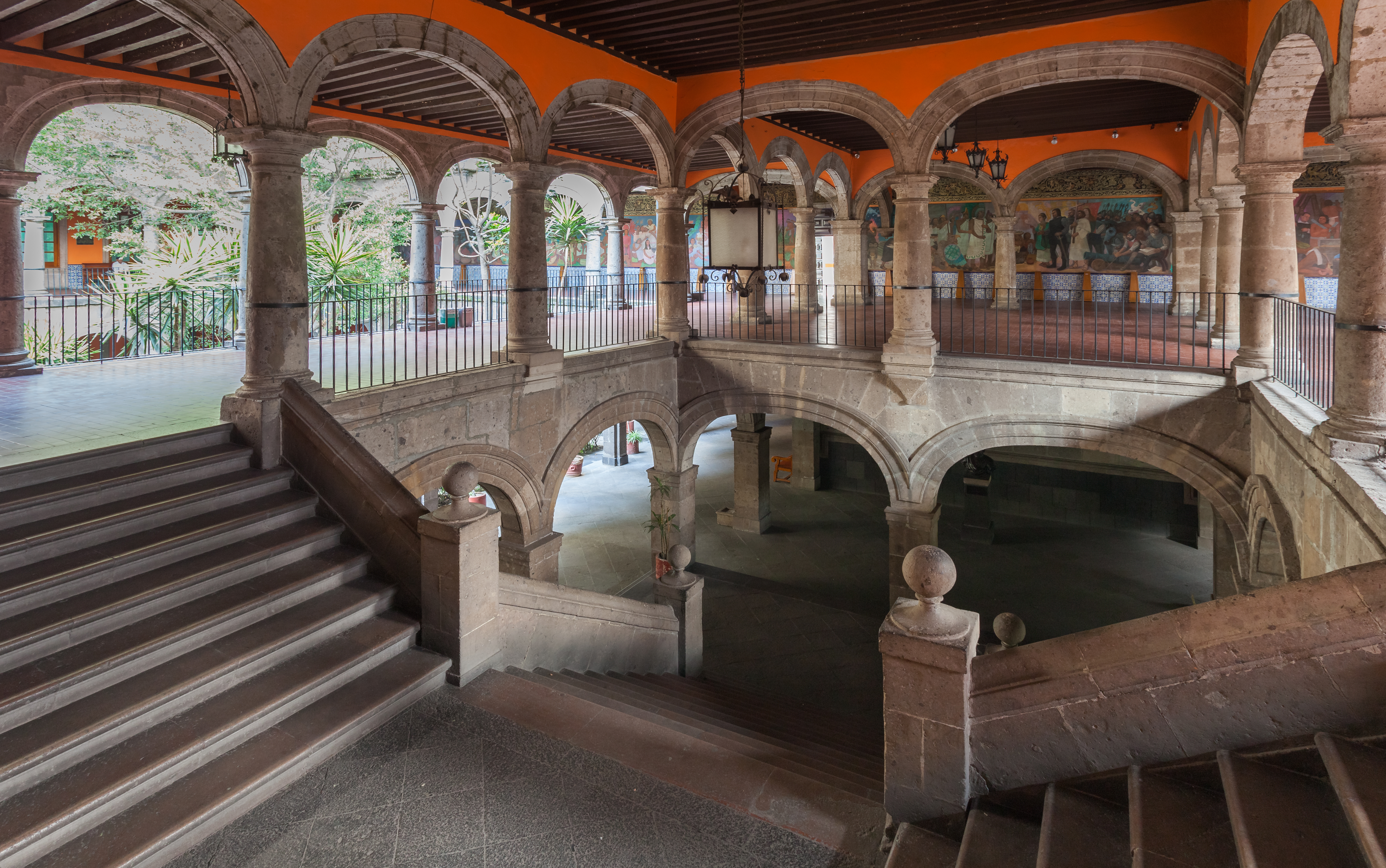
El Hospital de Jesús, en el 2013.

En 1833, José María Luis Mora Lamadrid, miembro del comité de enseñanza, pugnó por la creación de establecimientos de educación superior que permitieran un adecuado desarrollo intelectual en el país. El decreto del 23 de octubre de 1833 estableció la abolición de la antigua universidad, que fue suplantada por seis escuelas: “la primera de estudios preparatorios, la segunda de estudios ideológicos y humanidades, la tercera de estudios físicos y matemáticos, la cuarta de estudios médicos, la quinta de estudios de jurisprudencia y la sexta de estudios sagrados; a todas estas escuelas se les dio el nombre de Establecimientos. El ex-convento de San Camilo fue destinado, inicialmente, como marco de la enseñanza de las humanidades en ese 1833. Al año siguiente, las humanidades, aquellas, las que siempre de menor a mayor medida han estado presentes en la Universidad Mexicana, fueron ubicadas en el antiguo Hospital de Jesús” en donde se impartían clases de historia, economía, metafísica, moral y literatura.

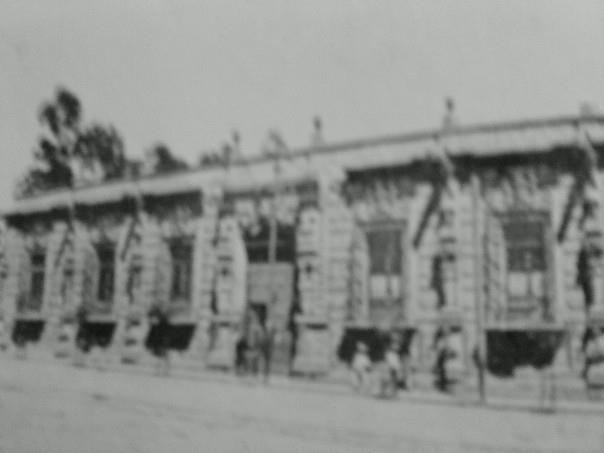
Casa de los Mascarones o Casa de los condes de Orizaba. Fotografía del libro de Silvester Baxter, 1893.

Un año después de iniciado el intento de reforma educativa y con Santa Anna bajo la poderosa influencia del clero, el partido Conservador logró que el Supremo Poder Ejecutivo, mediante circular del 3l de julio de 1834, exhibiera, criticara y reprobara las medidas adoptadas por Valentín Gómez Farías. Como consecuencia de ello, se restablecieron "... al estado en que se hallaban antes de los decretos suspendidos, los colegios de San Ildefonso, San Juan de Letrán, San Gregorio y el Seminario de Minería. Los fondos destinados a los establecimientos creados por el gobierno del Sr. Gómez Farías volvieron igualmente al estado que tuvieron antes de la aplicación que se les dio por el decreto del 24 de octubre de 1833 y siguientes. Se reinstala la Universidad Nacional y Pontificia el 12 de noviembre de 1834 en la que se promueve el estudio de las gramáticas castellana, latina, francesa e inglesa; la retórica, la filosofía (lógica, metafísica, ética) y la literatura, excluyendo la enseñanza de la historia. Tras diversas reorganizaciones, la universidad desaparece y reaparece con nuevos enfoques, dentro de los cuales el cultivo de las humanidades siempre está presente.

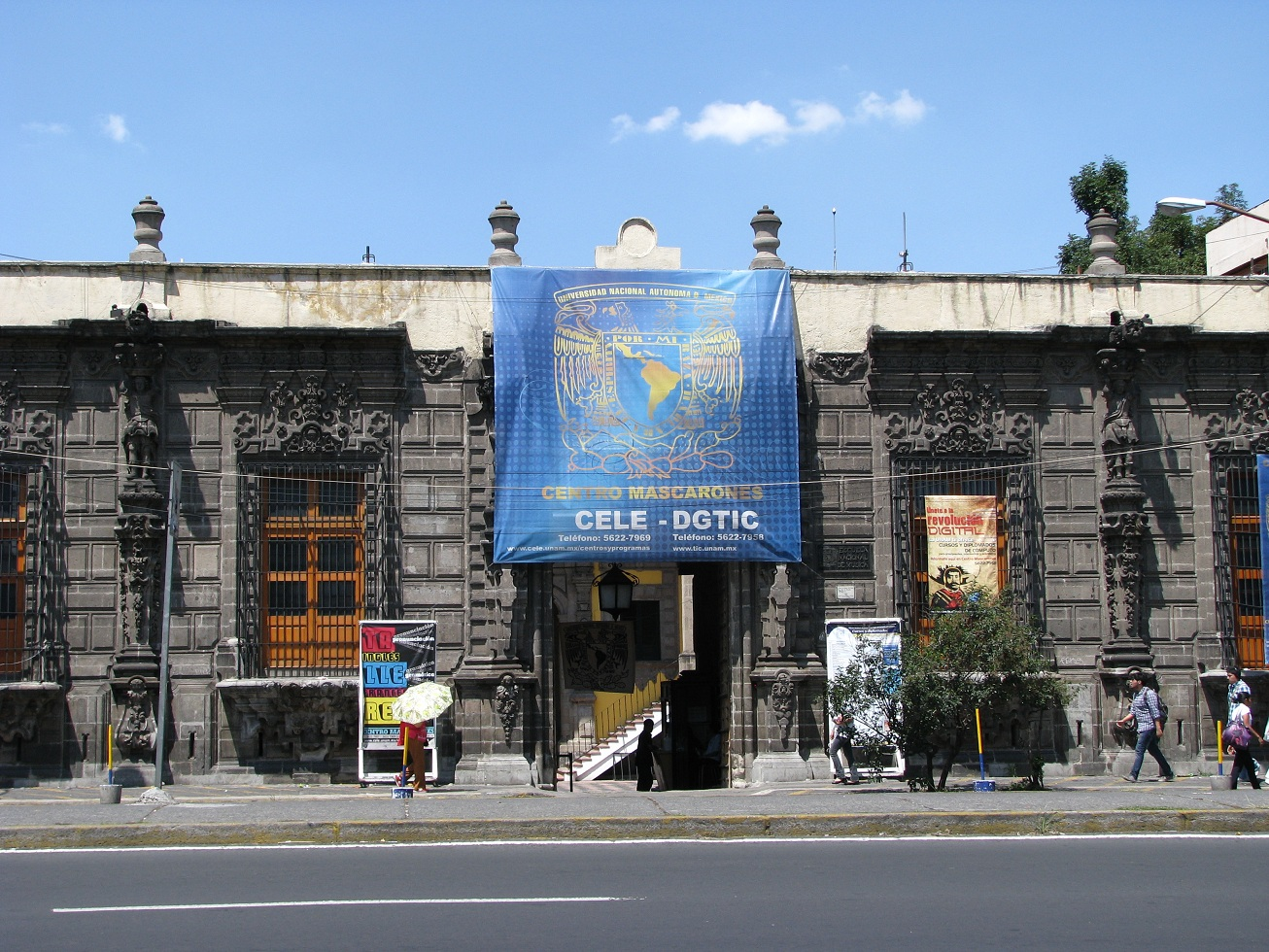
Centro Mascarones en el 2012.

El 7 de abril de 1881, Justo Sierra presentó ante la cámara de Diputados la propuesta sobre la creación de  una escuela de altos estudios que, como centro especializado, permitiera el impulso de la investigación. Este proyecto fue concebido con la idea de introducir a México al mundo moderno, además de promover la formación de profesores. Con la Escuela Nacional de Altos Estudios se buscaba otorgar distinciones de grados académicos en donde los estudios superiores fueran reconocidos. “Sierra ambicionaba que en esa Escuela se enseñase a investigar y a pensar, investigando y pensando, con la esperanza de que la substancia de la investigación y el pensamiento no se cristalizase en ideas dentro de las almas, sino que esas ideas constituyesen dinamismos perennemente traducibles en enseñanzas y en acción, pues sólo así las ideas pueden llamarse fuerza".

### SigloXX

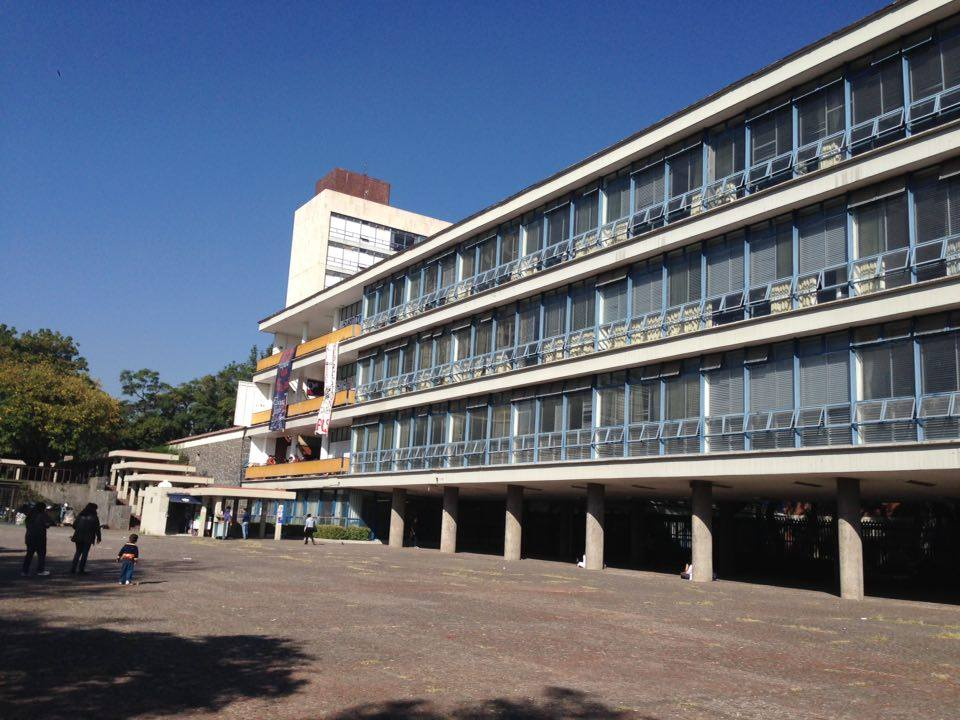
Facultad de Filosofía y Letras, en el 2015.

El 17 de diciembre de 1908 surge la Ley Constitutiva de la Escuela Nacional de Altos Estudios que nacería con tres secciones en la Ciudad de México: Humanidades; Ciencias Exactas, Físicas y naturales; así como  la sección de Ciencias Sociales, Políticas y Jurídicas. En el decreto de Porfirio Díaz se establece que la división de Humanidades tendría como objetivo el estudio de lenguas clásicas y lenguas vivas; diversas literaturas, filología, pedagogía, lógica, psicología, ética y estética, además de filosofía e historia de las doctrinas filosóficas.
El 23 de septiembre de 1924, el presidente Álvaro Obregón decreta la reestructuración de la Escuela Nacional de Altos Estudios para establecer en el artículo 3° la fundación de la Facultad de Filosofía y Letras. El primer año de vida de la Facultad de Filosofía y Letras no fue fácil. A cuatro meses de haberse instituido, se le suspendió por Decreto Presidencial el subsidio económico y su director don Balbino Dávalos así como los profesores, la mantuvieron trabajando como "Facultad libre", sin percibir sueldo alguno.

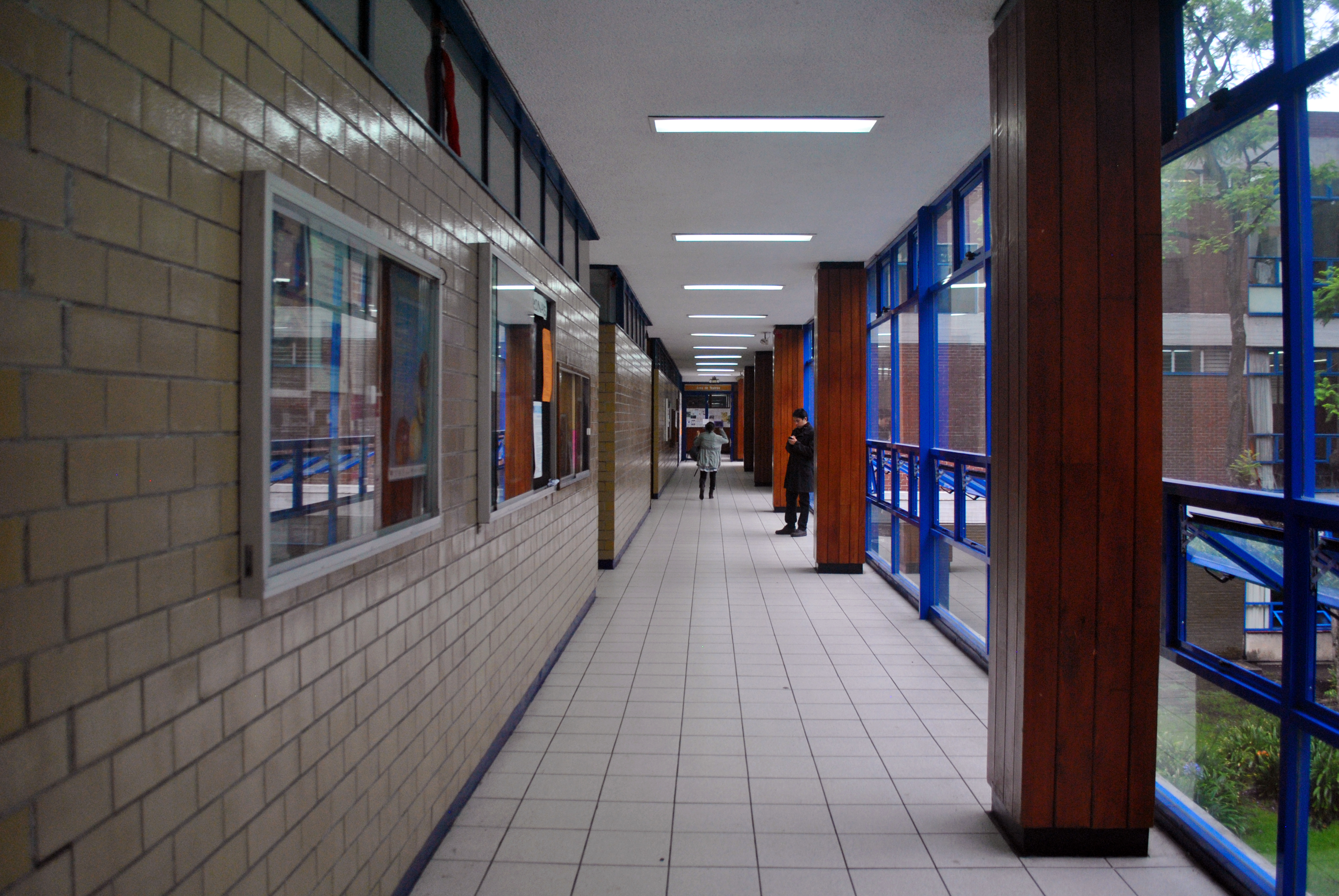
Uno de los pasillos, en el 2012.

En 1934, la facultad adquiere la denominación de Facultad de Filosofía y Bellas Artes y quedó conformada por la Escuela Nacional de Arquitectura, la Escuela Nacional de Artes Plásticas, la Escuela de Filosofía y Letras y la Escuela Superior de Música. En 1936, la facultad cambia su nombre y es conocida como Facultad de Filosofía y Estudios Superiores. En  1938  la facultad tiene como sede el edificio Mascarones y retoma el nombre de Facultad de Filosofía y Letras.
Para el año de 1939, diversos filósofos, literatos, historiados, antropólogos y poetas del exilio español, se incorporan como maestros en la facultad. Hacia 1943 se crea el profesorado de Carrera como reconocimiento al valor de la vida académica. En 1954, la facultad cambia su sede del edificio Mascarones a Ciudad Universitaria.
Durante el siglo XX sus directores fueron: Daniel M. Vélez (1924), Balbino Dávalos (1925-1928), Mariano Silva y Aceves (1929) , Pedro de Alba Pérez (1928-1929), Antonio Caso (1929-1933, 1938-1940), Enrique O. Aragón (1933-1938), Julio Jiménez Rueda (1938, 1942-1944, 1953-1954), Eduardo García Máynez (1940-1942), Pablo Martínez del Río (1944-1955), Samuel Ramos (1945-1953), Salvador Azuela (1954-1958), Francisco Larroyo (1958-1966), Leopoldo Zea (1966-1970), Ricardo Guerra Tejada (1970-1978), Abelardo Villegas (1978-1982), José G. Moreno de Alba, Arturo Azuela (1986-1990), Juliana González Valenzuela (1990-1994, 1994-1998) y Gonzalo Celorio Blasco (1998-2000).

### SigloXXI
En la primera década del siglo XXI se crearon las licenciaturas en Letras Portuguesas y de Desarrollo y Gestión Intercultural. En 2011 se inauguró el Edificio Anexo "Adolfo Sánchez Vázquez", ubicado detrás del Estadio Olímpico Universitario. 
Y en 2017 se aprobó la implementación de la licenciatura en Administración de Archivos y Gestión Documental en la Facultad, dada la demanda de profesionales en archivística que se tenía en diversas instituciones; dicha licenciatura ya se impartía en la ENES Morelia, de modo que se analizó el Plan de Estudios de la misma y se implantó en Filosofía y Letras. 
En el siglo XXI han sido directores de la Facultad: Ambrosio Velasco (2000-2008), Gloria Villegas Moreno (2008-2016), Jorge Linares Salgado (2016-2021) y Mary Frances Teresa Rodríguez Van Gort (en el cargo, período 2021-2025)

### Emblema
El emblema de la Facultad de Filosofía y Letras tiene su origen en los ideales de Justo Sierra: La Escuela Nacional de Altos Estudios representaba un templo promotor del pensamiento y de la investigación con la promesa de acciones sociales.  Para Sierra, cualquier idea cristalizada en aprendizaje y en acción, se convertía en una fuerza social real.  El  22 de septiembre de 1910, Justo Sierra establece la importancia de  “adorar no a una Atenea sin ojos para la humanidad y sin corazón para el pueblo", sino "a la Atenea Promakos, a la ciencia que defiende a la Patria" y que representa la búsqueda del conocimiento orientado al bienestar social.

## Instalaciones

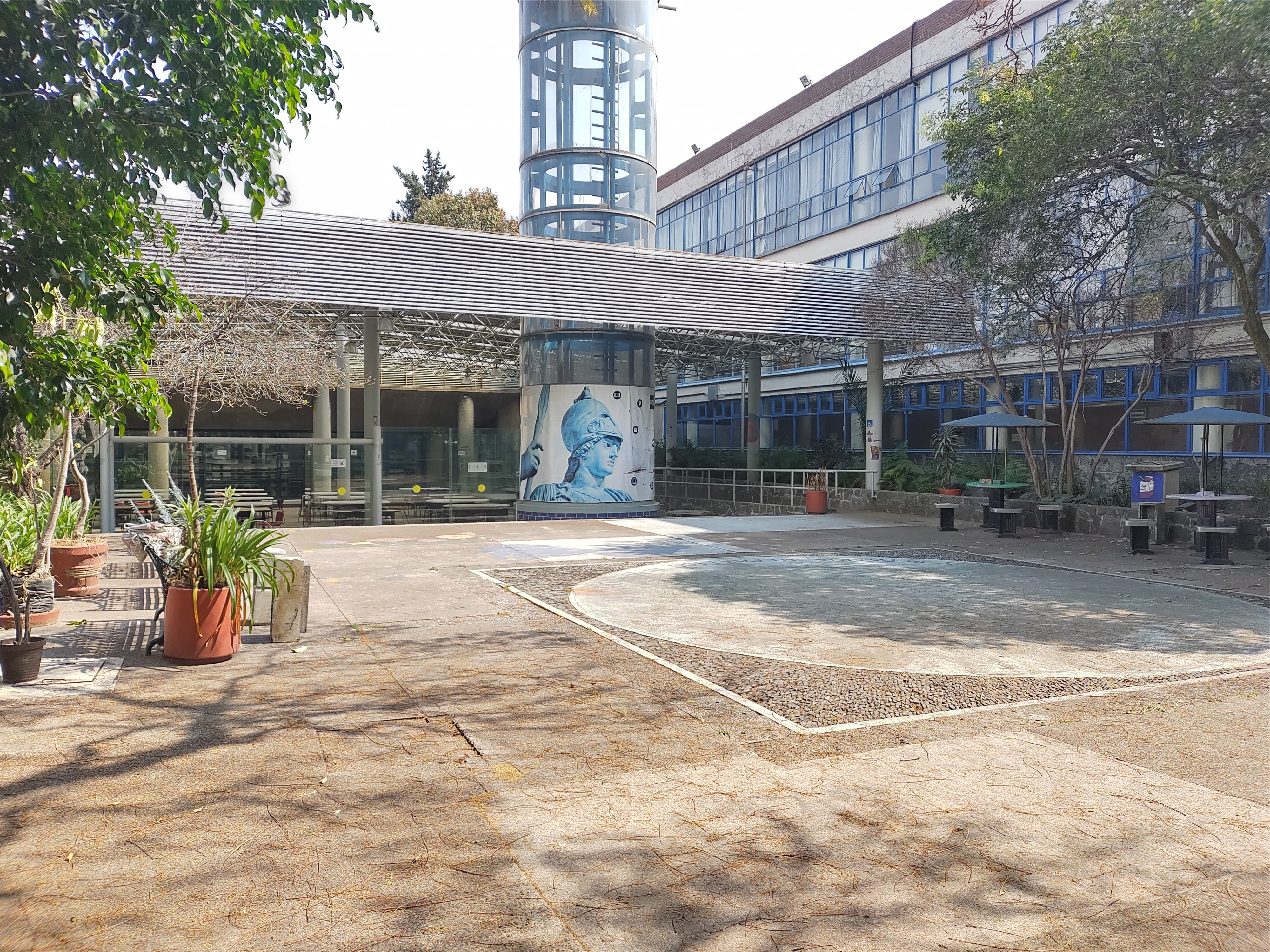
Ágora

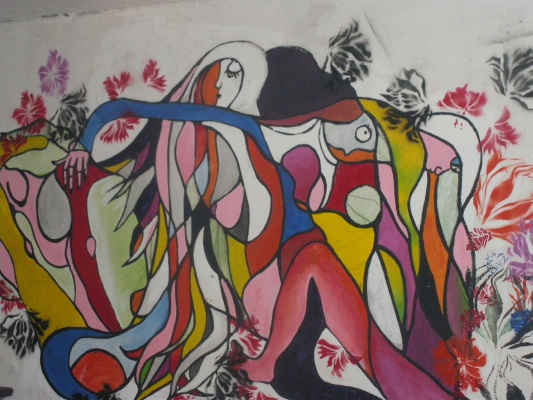
"Espacio Anarco-feminista" del auditorio Che Guevara.

La facultad cuenta, para sus fines académicos, con:
- Biblioteca Samuel Ramos
- Departamento de Lenguas Extranjeras de la Facultad de Filosofía y Letras (DELEFyL).
- Auditorio Justo Sierra
- Aula Magna Fray Alonso de la Veracruz
- Edificio Anexo «Adolfo Sánchez Vázquez»
- Auditorio Justo Sierra y Otros auditorios
- Teatros
- Centros de cómputo
- Cafetería
- Mapoteca
- Ludoteca
- Centros de copiado
- Cineclub

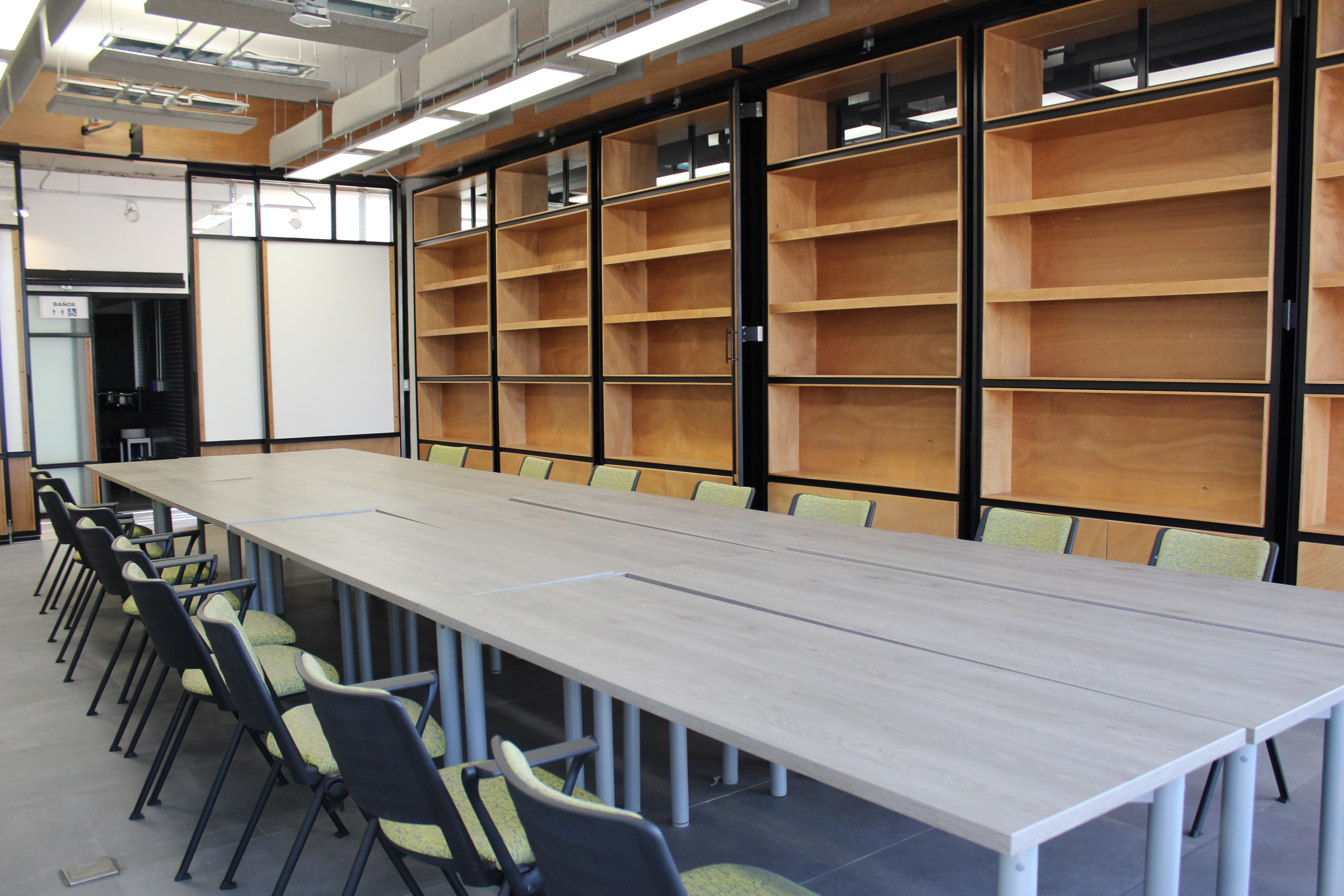
Sala de exposiciones   - Sala F
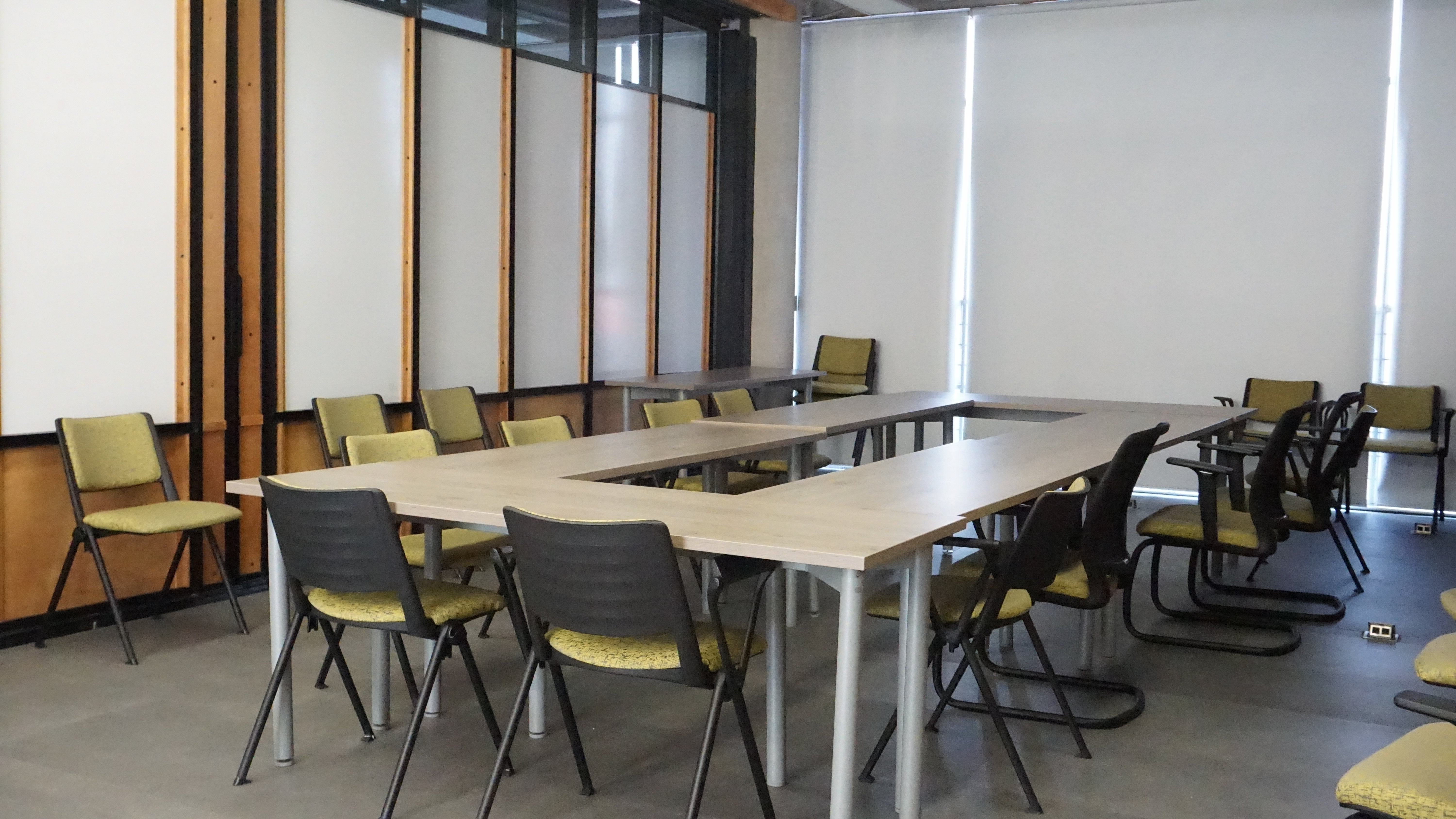
Sala B
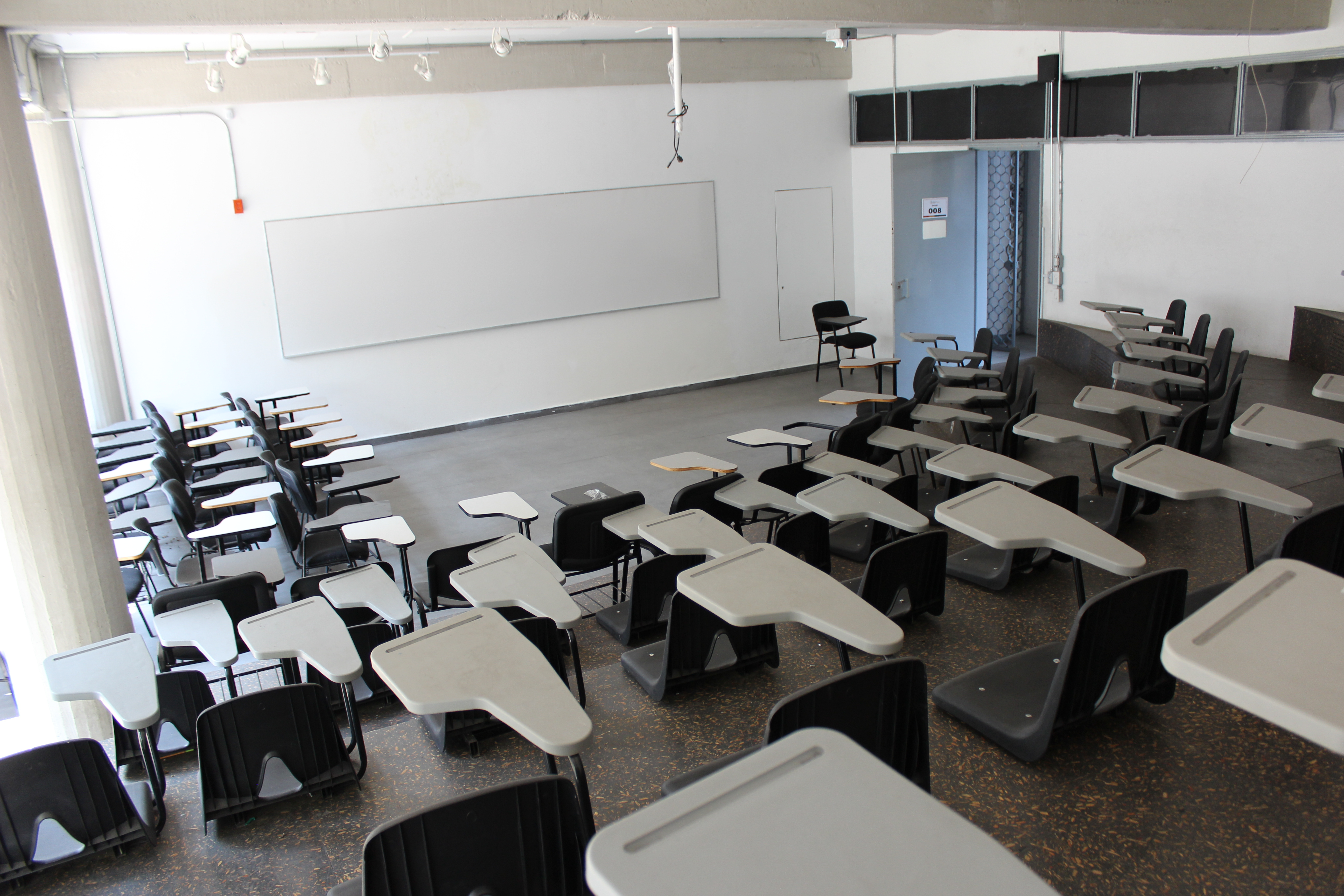
Salón de Clases
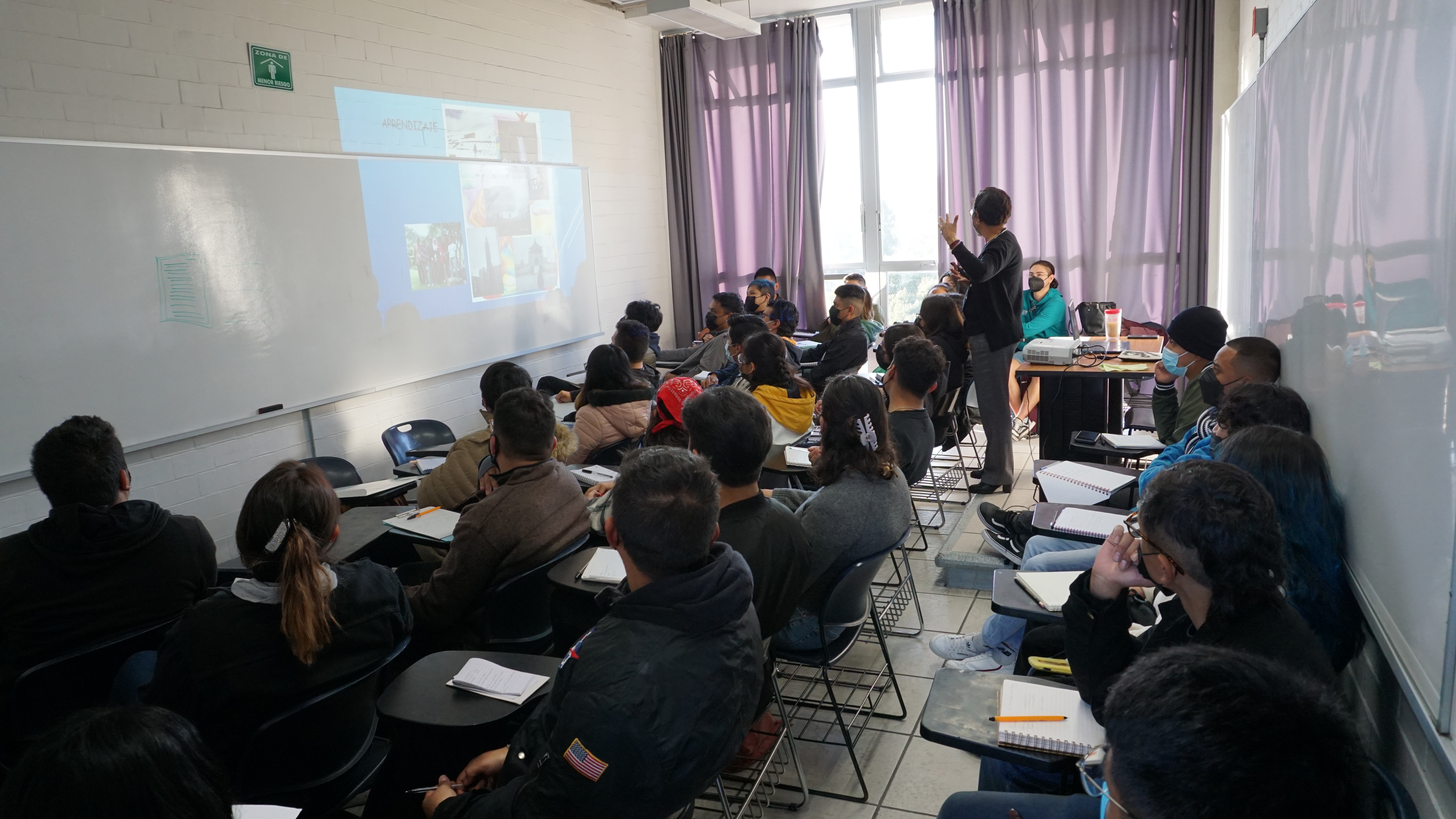
Regreso a clases 2023
  - Sala B
  - Salón de Clases
  - Regreso a clases 2023

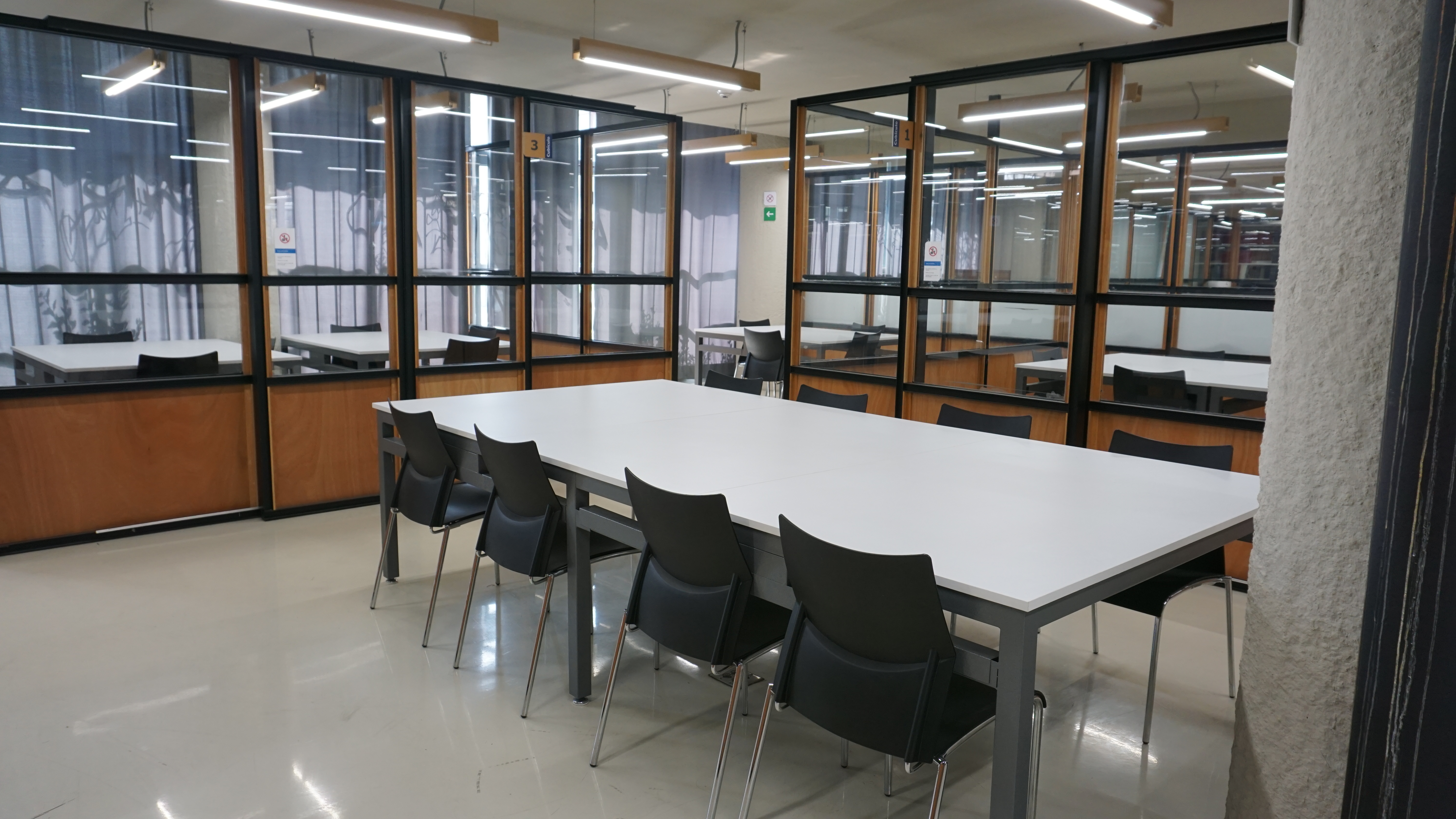
Área de Estudio de la Biblioteca Samuel Ramos (Segunda Sección)
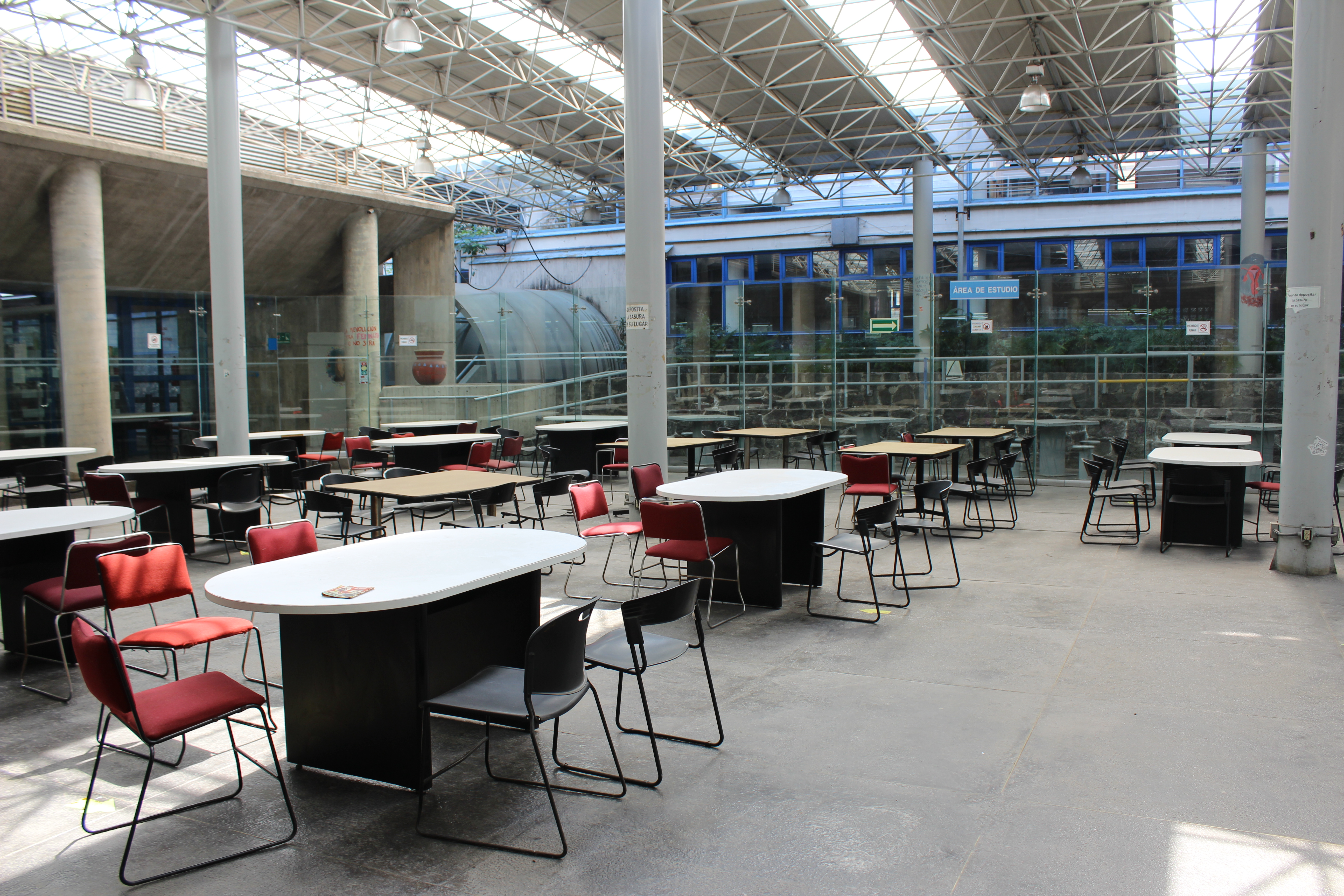
Área de Estudio de la Biblioteca Samuel Ramos (Ágora)
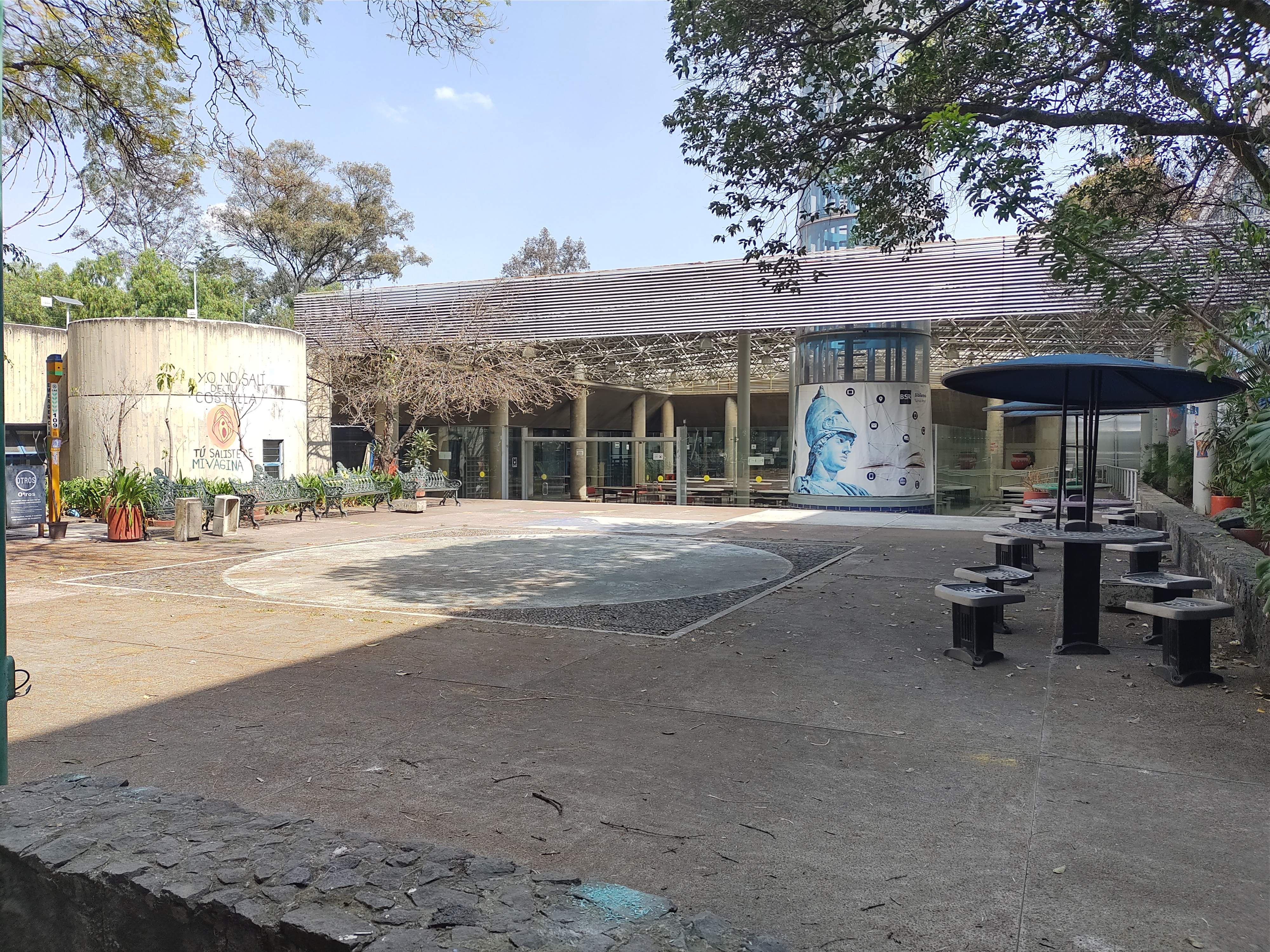
Ágora
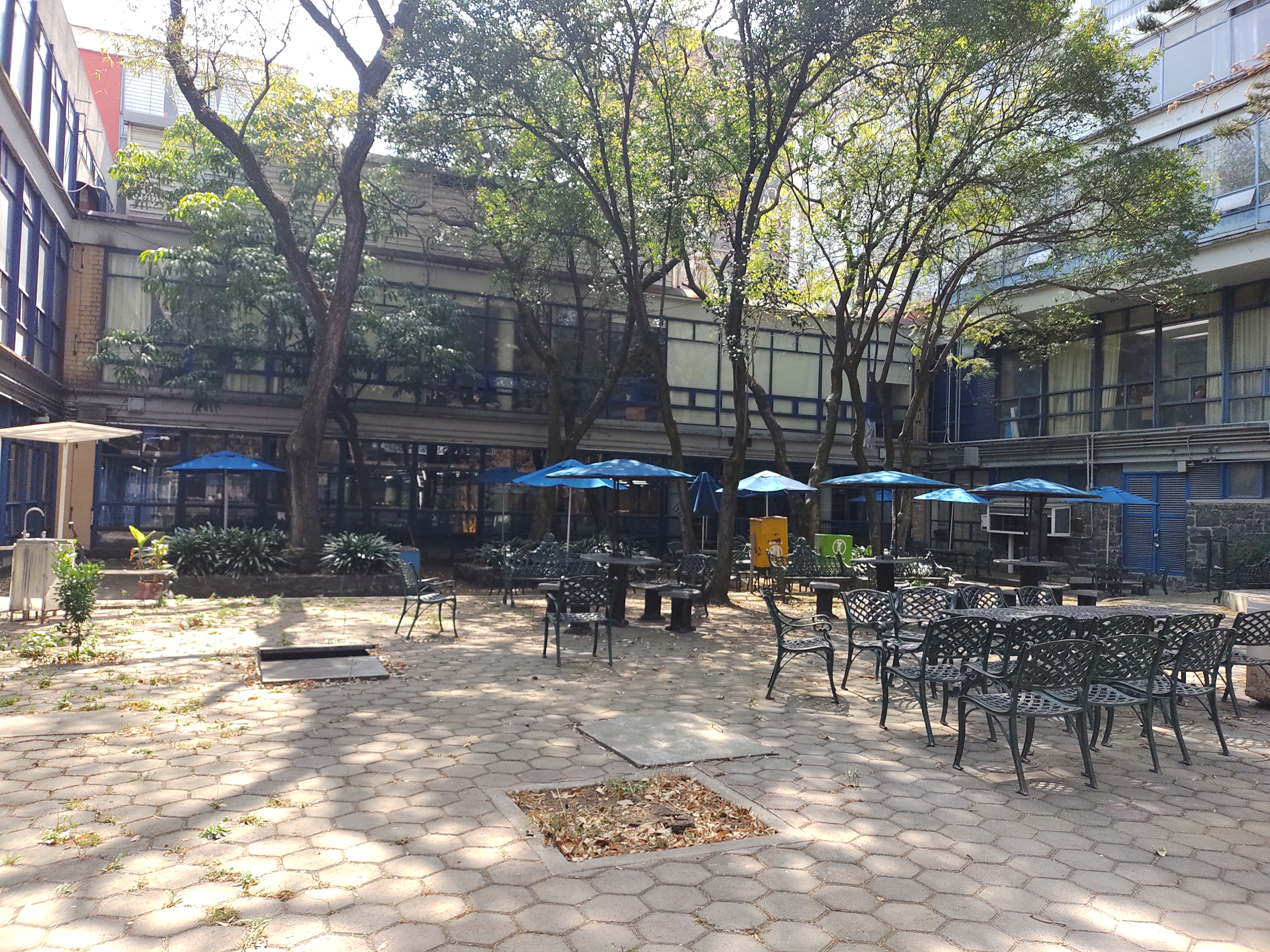
Jardín Rosario Castellanos
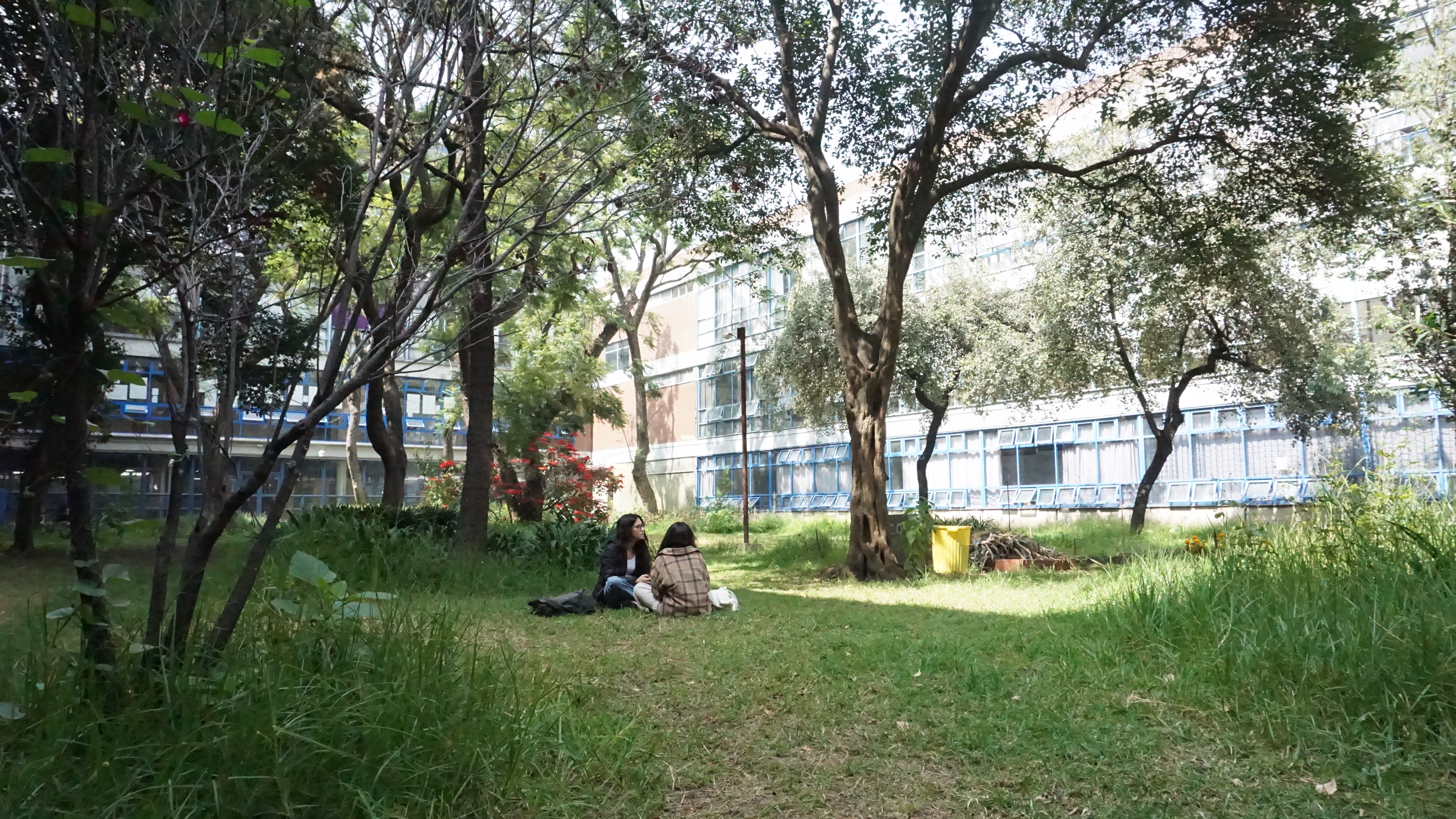
Jardín de los Cerezos
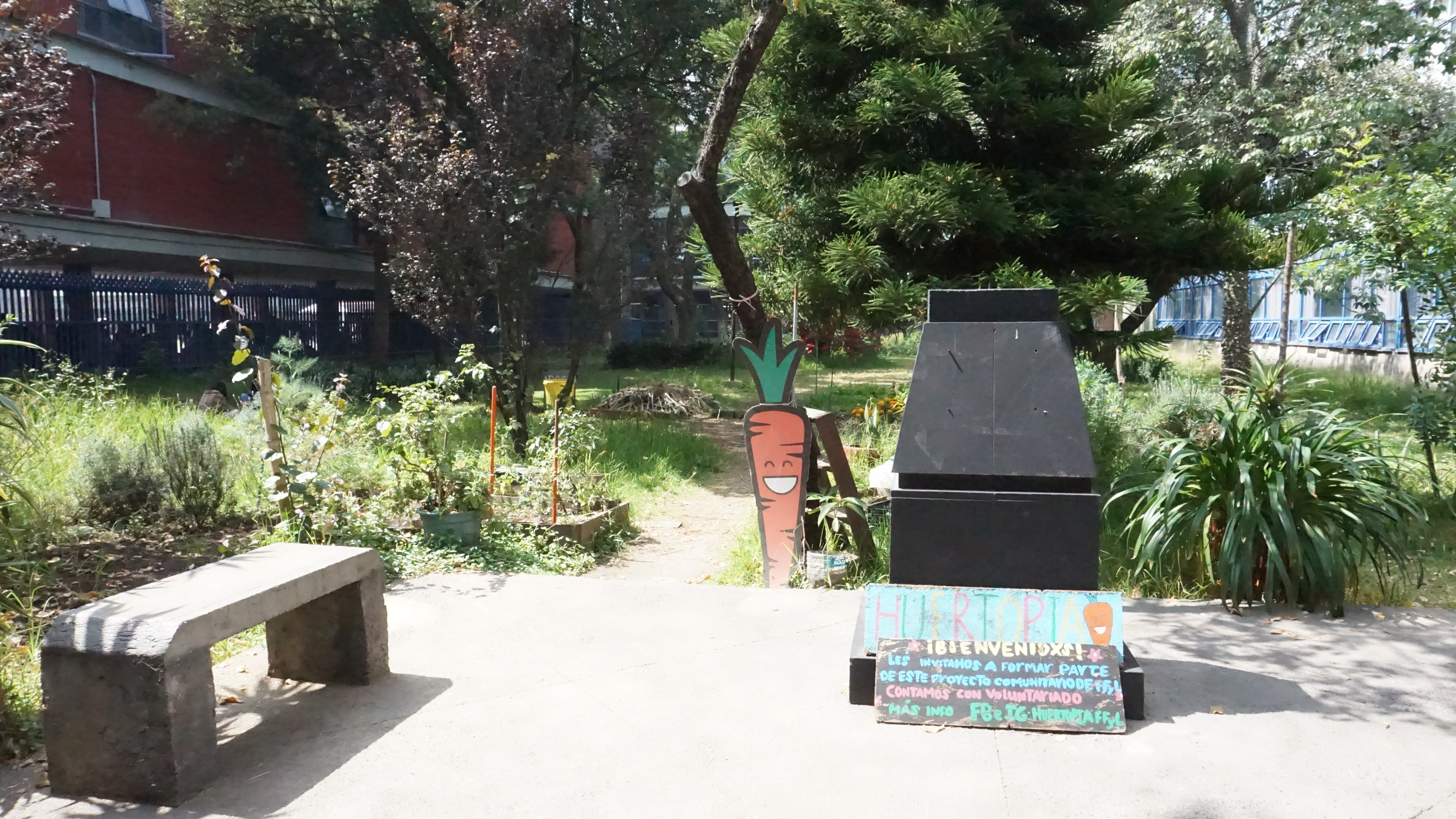
Huerto
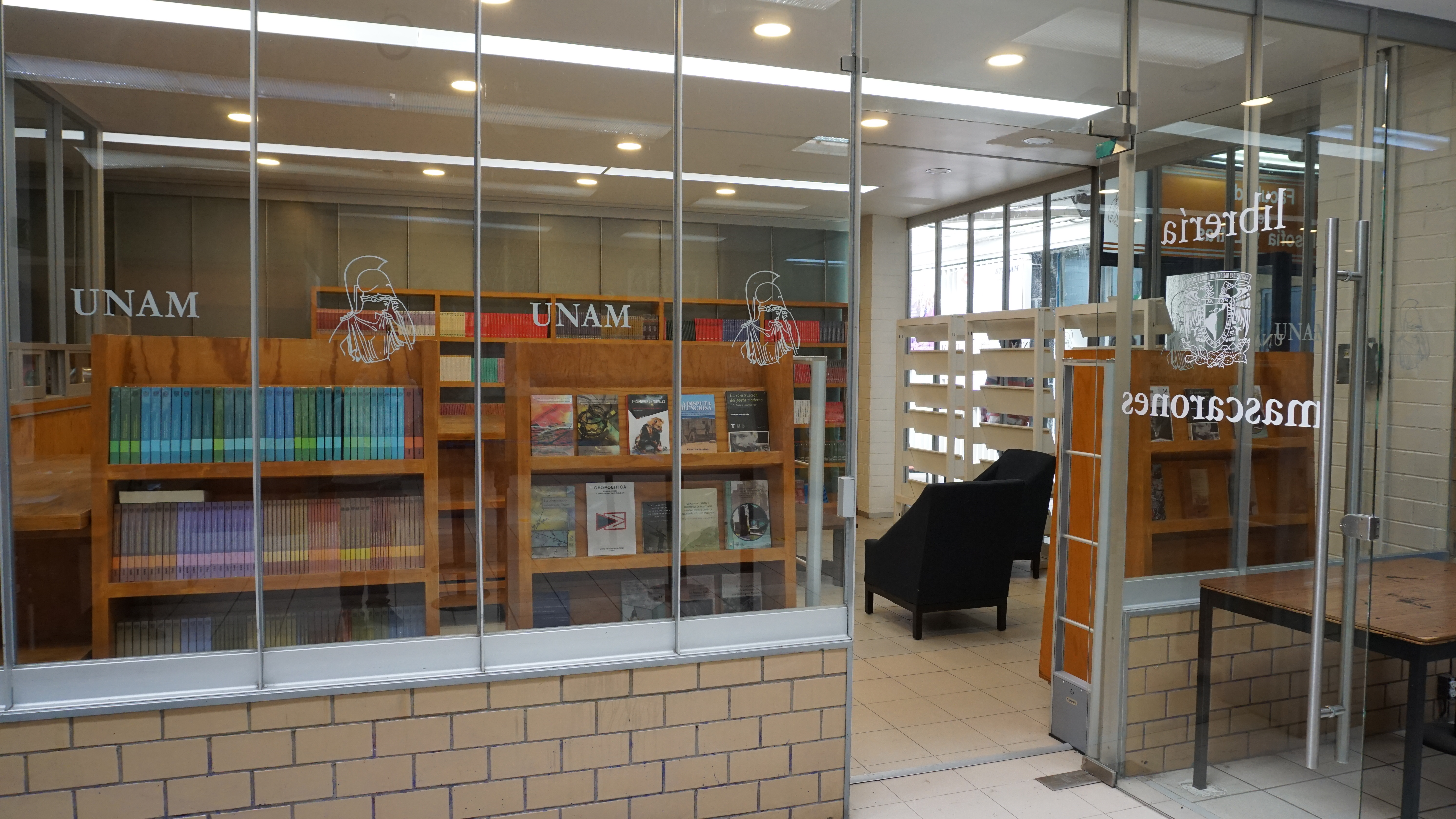
Librería Mascarones
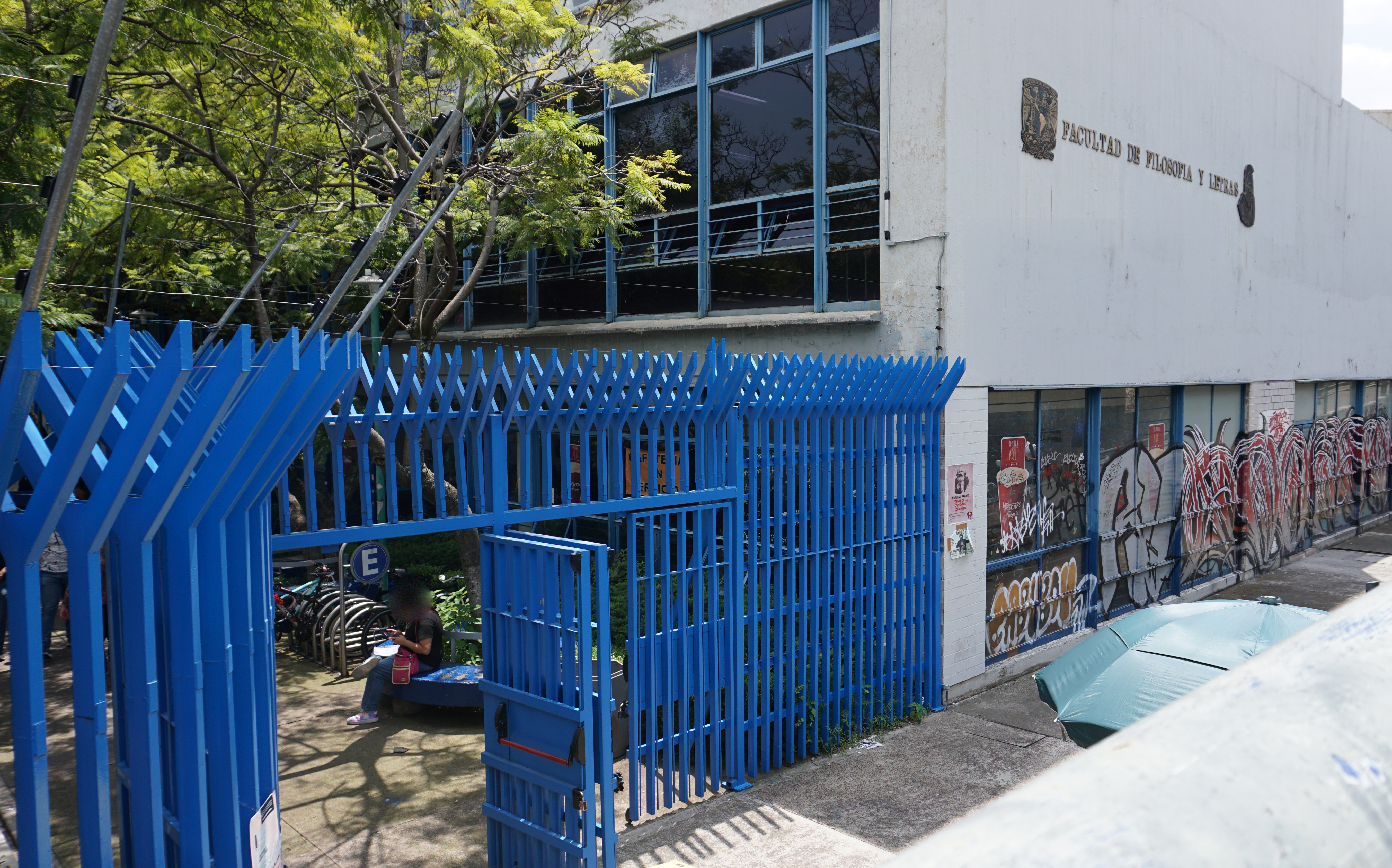
Entrada Secundaria
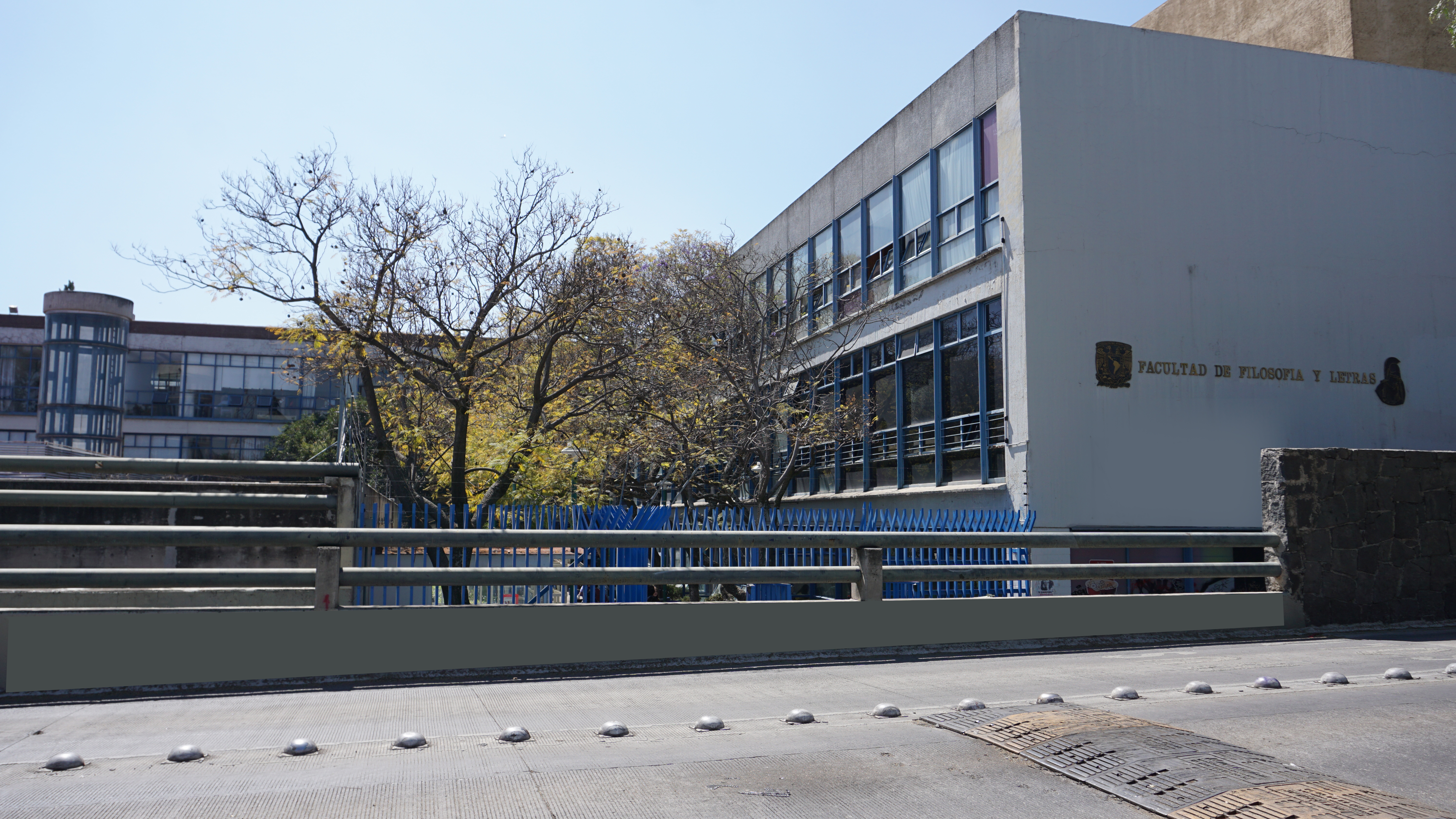
Entrada Secundaria General
Jardín Rosario Castellanos (Derecho)

## Programas académicos
La Facultad de Filosofía y Letras ofrece 12 programas de licenciatura (8 de ellos también en modalidad semipresencial o abierta) y participa en 14 programas de posgrado de la UNAM, junto con otras entidades universitarias.
| - Administración de Archivos y Gestión Documental - Bibliotecología y Estudios de la Información - Desarrollo y Gestión Interculturales - Estudios Latinoamericanos - Lengua y Literaturas Hispánicas - Filosofía - Geografía - Historia - Literatura Dramática y Teatro - Letras Clásicas - Lengua y Literaturas Modernas (Italianas, Alemanas, Francesas, Inglesas o Portuguesas) - Pedagogía | - Antropología - Bibliotecología y Estudios de la Información - Ciencias Médicas, Odontológicas y de la Salud (Bioética) - Estudios Latinoamericanos - Estudios Mesoamericanos - Filosofía - Filosofía de la Ciencia - Geografía - Historia - Historia del Arte - Letras - Lingüística - Maestría en Docencia para la Educación Media Superior (MADEMS) - Pedagogía |

## Modalidades de estudio

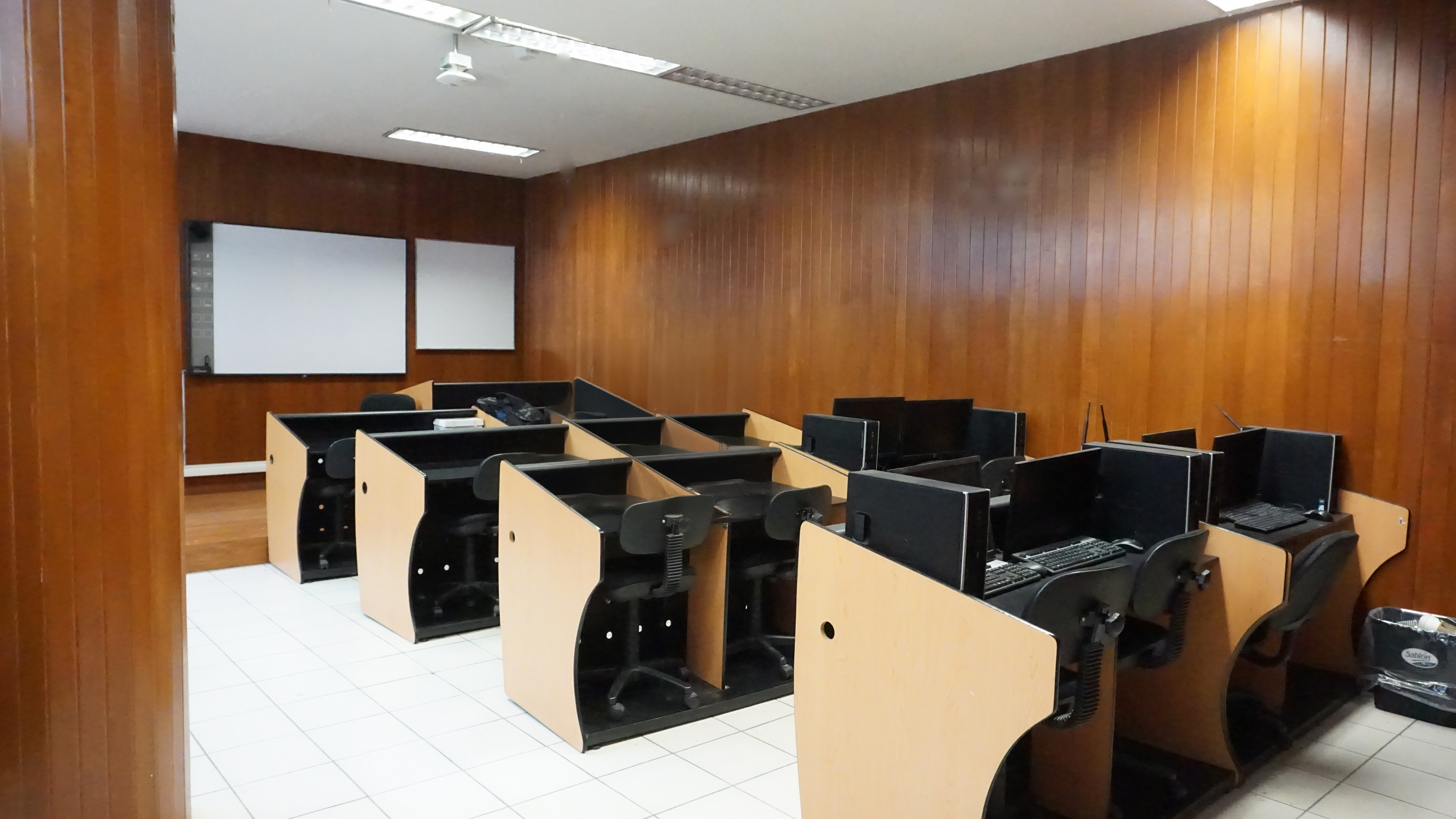
DELEFYL (Laboratorio de Lenguas)

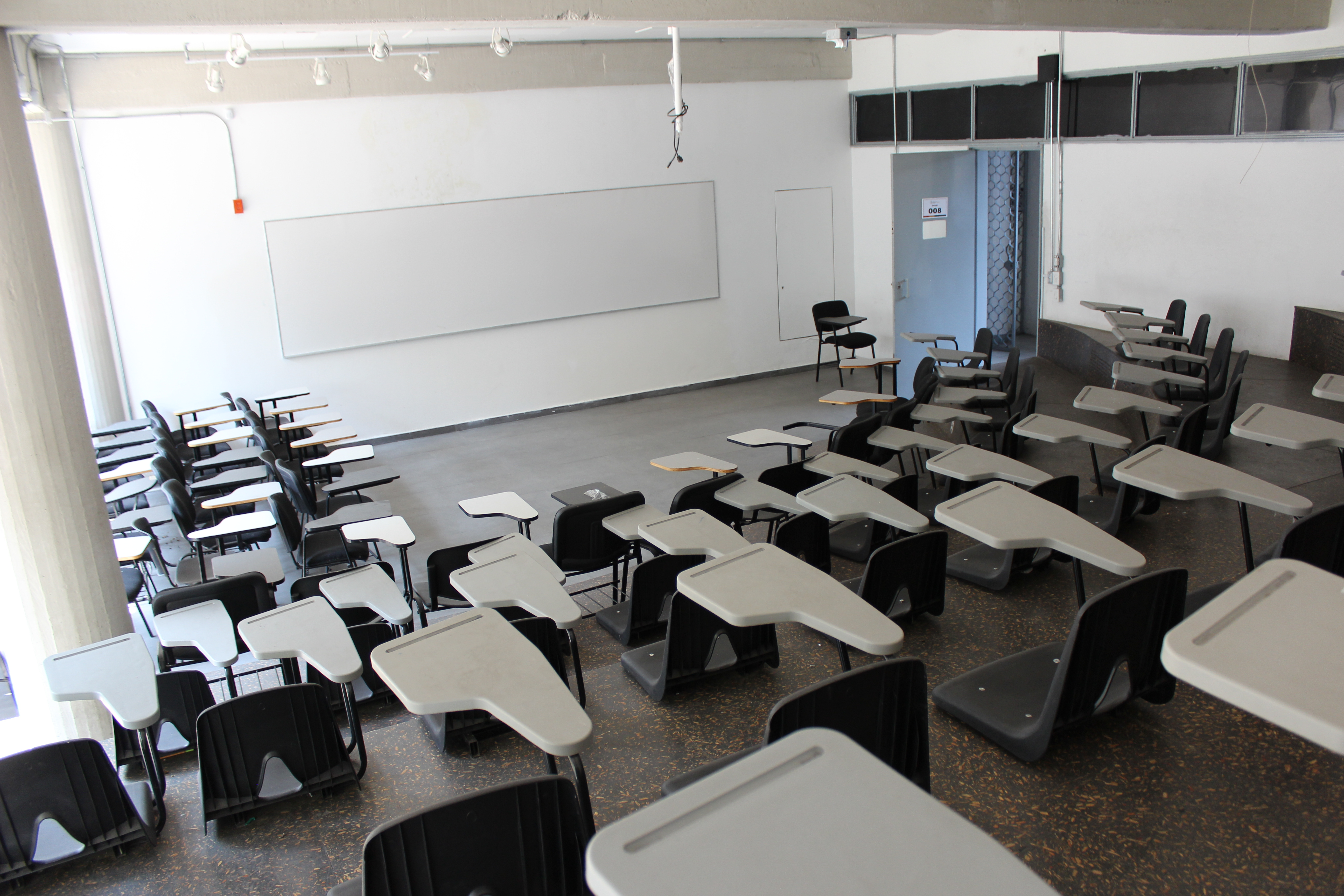
Salón de Clases (Modalidad presencial)

Las modalidades de estudio se refieren a las formas en que un sistema de educación imparte este servicio. La Facultad de Filosofía y Letras cuenta con tres modalidades de estudio: la presencial, la abierta y a distancia. En la modalidad presencial los estudiantes asisten a la Facultad toda la semana para acreditar sus materias. En la modalidad abierta los estudiantes pueden elegir qué días asistir a la facultad para tomar clases presenciales, ya sea los sábados o algunos días entre semana, depende de la carrera y de las materias disponibles para cada día; esta modalidad se caracteriza por su flexibilidad espacial y temporal, así como el aprendizaje autosugestivo. En la modalidad a distancia los estudiantes cursan las materias en línea por medio de una plataforma informática, la cual está diseñada para garantizar una comunicación efectiva entre los alumnos y sus profesores, así como el acceso a los materiales y las actividades de aprendizaje y de evaluación.

## Publicaciones

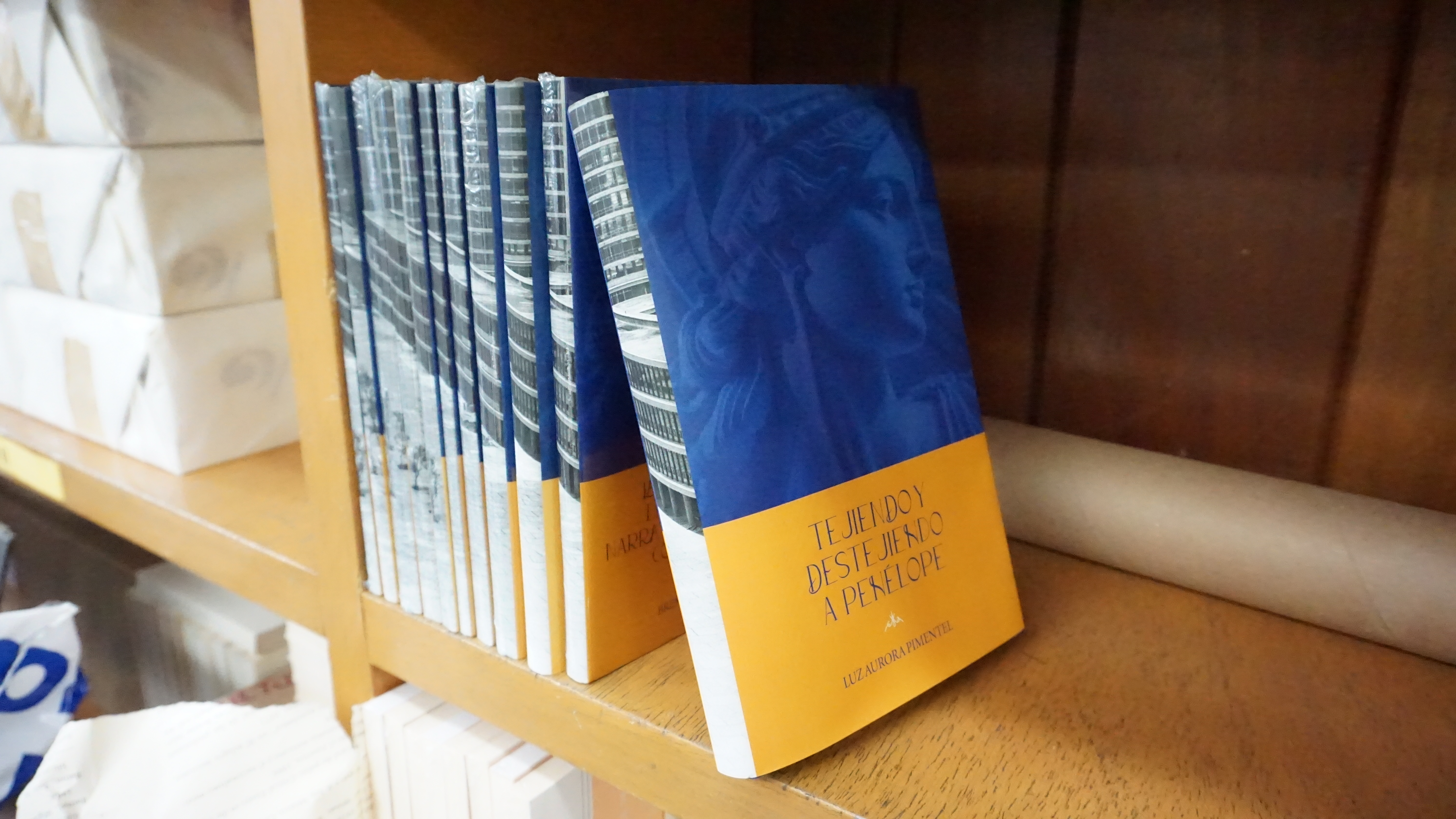
Colección Ekató

Actualmente, la Facultad de Filosofía y Letras edita cinco revistas de investigación:  Anuario de Letras Modernas, Nuevas Glosas. Estudios Lingüísticos y Literarios, Nuevas Poligrafías. Revista de Teoría Literaria y Literatura Comparada, Theoría. Revista del Colegio de Filosofía y Tlalli. Revista de Investigación en Geografía. Adicionalmente, edita tres revistas de divulgación: Filosofía y Letras, Revista Assequor, y Reflexiones Marginales.